# Kenza Dali
Kenza Dali (Sainte-Colombe, 31 juli 1991) is een voetbalspeelster uit Frankrijk. Ze speelt als middenvelder voor San Diego Wave FC in de NWSL.

## Clubcarrière
Dali werd geboren in Sainte-Colombe en groeide op in een wijk van Lyon. Ze is van Algerijnse afkomst met haar vader die op achttienjarige leeftijd immigreerde van Algerije naar Frankrijk. Dali verloor haar broer toen ze dertien jaar oud was en vervolgens ook haar moeder aan borstkanker. Deze momenten gebruikte ze als ervaringen die haar mentaal sterker maakten. Op zesjarige leeftijd begon Dali met voetballen en vijf jaar later voegde ze zich bij Olympique Lyon. Hier speelde vooral in het tweede elftal in de D3 Féminine, het derde voetbalniveau van Frankrijk. Op zestienjarige leeftijd tekende ze haar eerste profcontract, maar ze kwam slechts tot een optreden in de hoofdmacht van Olympique Lyon. Op 25 juli 2010 werd Dali als nieuwe aanwinst van Rodez AF gepresenteerd. Haar volgende club was Paris Saint-Germain. In de zomer van 2016 keerde Dali terug bij Olympique Lyon waar ze mede door een knieblessure geen vaste basisplaats wist te veroveren. Ze maakte haar officiële comeback op 11 september 2016 tegen ASJ Soyaux-Charente. Om meer speelminuten te kunnen maken werd ze verhuurd aan LOSC Lille. Na deze verhuurbeurt tekende Dali een contract bij Dijon FCO, waarvoor ze debuteerde in een wedstrijd tegen Montpellier HSC op 25 augustus 2018.
Op 25 juli 2019 ging Dali haar eerste buitenlandse avontuur aan bij het Engelse West Ham United FC. Haar debuut in de Super League maakte ze op 8 september 2019 in een wedstrijd tegen Arsenal WFC. Dali wist haar eerste competitiedoelpunt voor West Ham United FC te maken in een wedstrijd tegen Brighton op 13 oktober 2019 door in de 70e minuut een penalty te verzilveren. West Ham United FC maakte op 21 mei 2021 bekend dat Dali de club ging verlaten. Ze tekende op 1 juli 2021 een contract bij competitiegenoot Everton WFC. In een wedstrijd tegen Manchester City WFC maakte ze haar debuut voor de club uit Liverpool. Dali maakte haar eerste doelpunt in dienst van Everton in de Women's FA Cup op 27 februari 2022 in een wedstrijd tegen Charlton Athletic.
Op 5 augustus 2022 ging Dali een dienstverband aan bij Aston Villa, eveneens actief in de Super League. Ze tekende op 2 juni 2023 een contractverlenging tot 30 juni 2025 in Birmingham, met de optie voor nog een extra jaar. Op 7 februari 2024 gaf Dali de assist in een Conti Cup wedstrijd tegen Brighton, waardoor haar club doorging naar een penaltyserie en deze vervolgens wist te winnen. Ook wist ze tot scoren te komen in een uitoverwinning op haar oude club Everton FC.
Dali tekende op 24 januari 2025 een tweejarig contact bij het Amerikaanse San Diego Wave FC actief in de NSWL. Ze maakte haar debuut voor de club op 16 maart 2025 door de volle negentig minuten te spelen in de openingswedstrijd van het seizoen tegen Angel City FC. Twee wedstrijden later gaf ze haar eerste assist op een doelpunt van Chiamaka Okwuchukwu tegen Orlando Pride. In een 4-1 overwinning op Racing Louisville FC wist Dali vanuit een vrije trap haar eerste doelpunt in dienst van San Diego Wave FC te maken.

## Statistieken
| Seizoen | Club                | Land             | Competitie   | Wedstrijden | Doelpunten |
| ------- | ------------------- | ---------------- | ------------ | ----------- | ---------- |
| 2009/10 | Olympique Lyon      | Frankrijk        | Division 1   | 1           | 0          |
| 2010/11 | Rodez AF            | Frankrijk        | Division 1   | 22          | 2          |
| 2011/12 | Paris Saint-Germain | Frankrijk        | Division 1   | 22          | 10         |
| 2012/13 | Paris Saint-Germain | Frankrijk        | Division 1   | 21          | 6          |
| 2013/14 | Paris Saint-Germain | Frankrijk        | Division 1   | 22          | 7          |
| 2014/15 | Paris Saint-Germain | Frankrijk        | Division 1   | 17          | 11         |
| 2015/16 | Paris Saint-Germain | Frankrijk        | Division 1   | 7           | 3          |
| 2016/17 | Olympique Lyon      | Frankrijk        | Division 1   | 2           | 0          |
| 2017/18 | Olympique Lyon      | Frankrijk        | Division 1   | 0           | 0          |
| 2017/18 | LOSC Lille          | Frankrijk        | Division 1   | 10          | 1          |
| 2018/19 | Dijon FCO           | Frankrijk        | Division 1   | 17          | 6          |
| 2019/20 | West Ham United     | Engeland         | Super League | 14          | 2          |
| 2020/21 | West Ham United     | Engeland         | Super League | 18          | 3          |
| 2021/22 | Everton             | Engeland         | Super League | 20          | 0          |
| 2022/23 | Aston Villa         | Engeland         | Super League | 21          | 5          |
| 2023/24 | Aston Villa         | Engeland         | Super League | 17          | 1          |
| 2024/25 | Aston Villa         | Engeland         | Super League | 10          | 1          |
| 2025    | San Diego Wave FC   | Verenigde Staten | NSWL         | 5           | 1          |
| Totaal  | Totaal              | Totaal           | Totaal       | 246         | 59         |

Laatste update: 23 april 2025

## Interlandcarrière
Dali werd voor het eerst opgeroepen voor het Franse nationale team in 2014. Ze maakte haar debuut in een WK 2015 kwalificatieduel tegen Hongarije door in de 76e minuut in te vallen. Ze maakte haar eerste doelpunt in een vriendschappelijke wedstrijd tegen Brazilië.
In 2022 behaalde Dali met Frankrijk de halve finales op het EK 2022 in Engeland. Ze werd eveneens opgenomen in de selectie voor op het WK 2023 in Australië en Nieuw-Zeeland.
Dali werd in 2024 opgenomen in de Franse selectie op de Olympische Zomerspelen 2024.